# شچیگوو
شچیگوو (به لهستانی:  Ścigów) یک روستا در لهستان است که در گمینا ستژلچکی واقع شده‌است.